# Schempp-Hirth Discus-2
Schempp-Hirth Discus-2 je jadralno letalo razreda FAI standard, ki ga proizvaja Schempp-Hirth od leta 1998 naprej. Discus-2 je naslednik zelo uspešnega Schempp-Hirth Discus. Standard različica ima 15 metrski razpon, obstaja pa tudi verzija s 18 metrskim razponom. Možna je tudi uporaba dvotaktnega SOLO 2350 motorja (20KM) za vzdrževanje leta. 

## Različice
Discus-2a
Proizvodna verzija s 15 metriskim razponom in ozkim kokpitom 
Discus-2b
Proizvodna verzija s 15 metriskim razponom in širokim kokpitom
Discus-2T
"Turbo" verzije s 15 m razponim in 15,3 kW (20,5 KM) SOLO 2350 2-taktnim motorjem za vzdrževanje leta
Discus-2c
Proizvodna verzija s 15 ali 18 metrskim razponom
Discus-2cT
"Turbo" verzija s 15 ali 18 metrskim razponom in 15,3 kW (20,5 KM) SOLO 2350 2-taktnim motorjem za vzdrževanje leta

## Specifikacije (Discus-2a)
- Posadka: 1
- Kapaciteta vodnega balasta: 200 kg in dodatnih 7,8 kg v repu
- Dolžina: 6,41 m (21 ft 0 in)
- Razpon kril: 15,00 m (49 ft 3 in)
- Višina: 1,30 m (4 ft 3 in)
- Površina kril: 10,6 m2 (109 ft2)
- Prazna teža: ca. 242 kg (532 lb)
- Gros teža: 525 kg (1155 lb)

- Maks. hitrost: 250 km/h (160 mph)
- Jadralno število: 45
- Hitrost padanja: 0,59 m/s (116 ft/min)